# Dąbrowa Tarnowska
Dąbrowa Tarnowska è un comune urbano-rurale polacco del distretto di Dąbrowa, nel voivodato della Piccola Polonia.
Ricopre una superficie di 113,43 km² e nel 2004 contava 20 631 abitanti.